# 塔秀乡 (温泉县)
塔秀乡，是中华人民共和国新疆维吾尔自治区博尔塔拉蒙古自治州温泉县下辖的一个乡镇级行政单位。

## 行政区划
塔秀乡下辖以下地区：
塔秀村、呼和塔秀村、楚布勒达村、扎肯布拉格村、奎屯布拉格村、嘎特勒格村、浩尤尔托哈村、浩图呼尔布拉格村、别勒其尔村和冬都布拉格村。